# Biharia
Biharia (Bihar en hongrois) est une commune roumaine du județ de Bihor, en Transylvanie, dans la région historique de la Crișana et dans la région de développement Nord-Ouest.

## Géographie
La commune de Biharia est située dans l'ouest du județ, dans la plaine de la Crișana, à 12 km au nord d'Oradea, le chef-lieu du județ. La commune fait partie de région métropolitaine d'Oradea.
La municipalité est composée des deux villages suivants, nom hongrois, (population en 2002) :
- Biharia, Bihar, (3 184), siège de la commune ;
- Cauaceu, Hagyközkovácsi, (676).

## Histoire
La première mention écrite du village de Biharia date de 1067, sous le nom latin de Byhoriensis Civita dans le récit de la Gesta Hungarorum, comme résidence du roi Menumorout. Cauaceu apparaît en 1291 sous le nom hongrois de Kovácsi.
Le village de Biharia a donné son nom au județ de Bihor, elle était au XIe siècle la première résidence de l'évêque de Bihar transférée ensuite à Oradea et possédait une forteresse puissante.
La commune, qui appartenait au royaume de Hongrie, en a donc suivi l'histoire.
En 1374, elle obtient le droit d'organiser des marchés.
Après le compromis de 1867 entre Autrichiens et Hongrois de l'empire d'Autriche, la principauté de Transylvanie disparaît et, en 1876, le royaume de Hongrie est partagé en comitats. Biharia intègre le comitat de Bihar (Bihar vármegye).
À la fin de la Première Guerre mondiale, l'Empire austro-hongrois disparaît et la commune rejoint la Grande Roumanie au traité de Trianon.
En 1940, à la suite du deuxième arbitrage de Vienne, elle est annexée par la Hongrie jusqu'en 1944, période durant laquelle sa communauté juive est exterminée par les nazis. Elle réintègre la Roumanie après la Seconde Guerre mondiale au traité de Paris en 1947.
En 2004, les villages de Niuved, Parhida, Satu Nou et Tămășeu se séparent de la commune de Biharia pour former la nouvelle commune de Tămășeu.

## Politique
| Période                                  | Période  | Identité    | Étiquette | Qualité |
| ---------------------------------------- | -------- | ----------- | --------- | ------- |
| Les données manquantes sont à compléter. |          |             |           |         |
| 2000                                     | En cours | Gizela Nagy | UDMR      |         |

| Parti | Parti                                           | Sièges |
| ----- | ----------------------------------------------- | ------ |
|       | Union démocrate magyare de Roumanie (UDMR)      | 9      |
|       | Parti social-démocrate (PSD)                    | 1      |
|       | Parti national libéral (PNL)                    | 1      |
|       | Parti populaire hongrois de Transylvanie (PPMT) | 1      |
|       | Parti civique magyar (PCM)                      | 1      |

## Religions
Ces statistiques incluent les quatre villages qui se sont séparés de la commune de Biharia en 2004.
En 2002, la composition religieuse de la commune était la suivante :
- Réformés, 69,50 % ;
- Catholiques romains, 11,41 % ;
- Chrétiens orthodoxes, 11,36 % ;
- Baptistes, 4,88 % ;
- Adventistes du septième jour, 0,56 % ;
- Grecs-Catholiques, 0,47 % ;
- Pentecôtistes, 0,32 %.

## Démographie
En 1910, à l'époque austro-hongroise, la commune comptait 5 834 Hongrois (89,30 %), 686 Roumains (10,50 %) et 8 Allemands (0,12 %),.
En 1930, on dénombrait 5 435 Hongrois (80,63 %), 1 119 Roumains (16,50 %), 133 Juifs (1,97 %) et 45 Roms (0,67 %).
En 1956, après la Seconde Guerre mondiale, 6 041 Hongrois (87,12 %) côtoyaient 877 Roumains (12,65 %) et 8 rescapés juifs (0,12 %).
En 2002, la commune comptait 5 041 Hongrois (85,51 %), 712 Roumains (12,12 %) et 102 Roms (1,73 %). On comptait à cette date 1 674 ménages et 1 794 logements.
Jusqu'en 2002, les statistiques de population incluent les villages qui se sont séparés de la commune de BIharia depuis.
| 1880  | 1890  | 1900  | 1910  | 1920  | 1930  | 1941  | 1956  | 1966  |
| ----- | ----- | ----- | ----- | ----- | ----- | ----- | ----- | ----- |
| 5 248 | 5 909 | 6 382 | 6 533 | 7 144 | 6 741 | 6 804 | 6 934 | 7 039 |

| 1977  | 1992  | 2002  | 2007  | - | - | - | - | - |
| ----- | ----- | ----- | ----- | - | - | - | - | - |
| 6 962 | 5 668 | 5 870 | 3 872 | - | - | - | - | - |

## Économie
L'économie de la commune repose sur principalement sur l'agriculture qui occupe 65 % de la population active tandis que l'industrie occupe 7,3 % de la population active et les services 15 %. La commune dispose de 4 490 ha de terres arables, de 100 ha de vignes et de 410 ha de prairies.

## Communications

### Routes
Biharia est située sur la route nationale DN19 (route européenne 671) Oradea-Satu Mare. D'autre part, la route nationale DN19E se dirige vers le nord-est, Sălard et Marghita.
L'autoroute A3 traversera la commune au nord du village de Biharia.

### Voies ferrées
La commune est desservie par la ligne Oradea-Satu Mare des Chemins de fer roumains.

## Lieux et monuments
- Biharia, emplacement de la forteresse (monument) construite entre les VIIIe et XIe siècles ;
- Biharia, église réformée datant du XIIIe siècle.